# Ait Ouikhalfen
Ait Ouikhalfen  (in arabo أيت ويخلفن‎?) è un centro abitato e comune rurale del Marocco situato nella provincia di El Hajeb, regione di Fès-Meknès. Conta una popolazione di 3 849 abitanti (censimento 2014).